# Фокс, Шелдон
Шелдон Фокс (англ. Sheldon Fox, 28 июня 1930 года, США — 16 декабря 2006 года, США) — американский архитектор.

## Биография
Шелдон Фокс родился в Бронксе. Он начал свою 41-летнюю карьеру в 1955-м году после службы в качестве лейтенанта армии США в Корее. Начав молодым чертёжником в фирме «Кан энд Джейкобс» (Kahn and Jacobs), он быстро стал их партнёром. В 1972 году он пришёл в «Ассоциацию Джон Варнаке» (John Warnecke and Associates) как старший вице-президент, однако четыре года спустя, он, A. Юджин Кон (A. Eugene Kohn) и Уильям Педерсен (William Pedersen) объединились в свою собственную фирму, «Кон Педерсен Фокс».
Его вклад в архитектуру выходил за рамки архитектурной практики. Фокс был директором Делового Совета Лайтхуз (Lighthouse Business Council) и Архитектурной Лиги Нью-Йорка, был председателем совета по рассмотрению проектов в Стамфорде, Коннектикут (Stamford, Connecticut), где жил много лет. Фокс также был членом основателей Круглого Стола Крупных Фирм (Large Firm Roundtable) и членом Комитета Менаджмента Практики в Американском Институте Архитекторов (AIA’s Practice Management Committee).

## Избранные проекты и постройки
- Шесть зданий для медиа гиганта «Эй-Би-Си» (ABC), Нью-Йорк, США
- Штаб-квартира Проктэр энд Гэмбл (Proctor & Gamble), Цинциннати (Cincinnati), США
- Штаб-квартира Всемирного банка, Вашингтон, США